# Wasteland Angel
Wasteland Angel est un jeu vidéo de combat motorisé développé par 	Octane Games et édité par Meridian4, sorti en 2011 sur Windows.

## Accueil
- IGN : 5/10[1]